# 水产新品种
水产新品种，是指通过选育、杂交、引进等方式产生，按照《中华人民共和国渔业法》经全国水产原种和良种审定委员会审定，由国务院渔业行政主管部门批准后进行推广的水产新品种。
1991年，中华人民共和国农业部成立全国水产原种和良种审定委员会，负责全国水产原种和良种的审定。

## 品种统计
| 审定年份 | 公告部门                 | 公告编号 | 公告日期      | 品种数量 | 品种数量 | 品种数量 | 品种数量   | 品种数量 | 来源        |
| 审定年份 | 公告部门                 | 公告编号 | 公告日期      | 选育种   | 杂交种   | 引进种   | 其他类品种 | 年度小计 | 来源        |
| -------- | ------------------------ | -------- | ------------- | -------- | -------- | -------- | ---------- | -------- | ----------- |
| 1996年   | 中华人民共和国农业部     |          |               | 7        | 9        | 17       | 0          | 33       |             |
| 1997年   | 中华人民共和国农业部     |          |               | 2        | 0        | 1        | 0          | 3        |             |
| 2000年   | 中华人民共和国农业部     | 第134号  |               | 2        | 0        | 2        | 0          | 4        | [ 2 ]       |
| 2001年   | 中华人民共和国农业部     |          |               | 0        | 2        | 0        | 0          | 2        |             |
| 2002年   | 中华人民共和国农业部     |          |               | 0        | 2        | 1        | 0          | 3        |             |
| 2003年   | 中华人民共和国农业部     | 第348号  | 2004年2月17日 | 4        | 0        | 0        | 0          | 4        | [ 3 ]       |
| 2004年   | 中华人民共和国农业部     | 第485号  | 2005年3月21日 | 1        | 3        | 3        | 0          | 7        | [ 4 ] [ 5 ] |
| 2005年   | 中华人民共和国农业部     |          |               | 1        | 1        | 3        | 0          | 5        |             |
| 2006年   | 中华人民共和国农业部     | 第853号  | 2007年4月24日 | 5        | 1        | 0        | 0          | 6        | [ 6 ]       |
| 2007年   | 中华人民共和国农业部     | 第1003号 | 2008年3月17日 | 2        | 2        | 2        | 0          | 6        | [ 7 ] [ 8 ] |
| 2008年   | 中华人民共和国农业部     |          |               | 3        | 2        | 1        | 0          | 6        |             |
| 2009年   | 中华人民共和国农业部     |          |               | 3        | 5        | 0        | 0          | 8        |             |
| 2010年   | 中华人民共和国农业部     | 第1563号 | 2011年4月2日  | 10       | 2        | 0        | 1          | 13       | [ 9 ]       |
| 2011年   | 中华人民共和国农业部     | 第1756号 | 2012年4月13日 | 6        | 2        | 0        | 1          | 9        | [ 10 ]      |
| 2012年   | 中华人民共和国农业部     | 第1926号 | 2013年4月22日 | 3        | 2        | 0        | 2          | 7        | [ 11 ]      |
| 2013年   | 中华人民共和国农业部     | 第2082号 | 2014年3月24日 | 11       | 4        | 0        | 0          | 15       | [ 12 ]      |
| 2014年   | 中华人民共和国农业部     | 第2242号 | 2015年3月30日 | 16       | 8        | 0        | 1          | 25       | [ 13 ]      |
| 2015年   | 中华人民共和国农业部     | 第2360号 | 2016年2月2日  | 6        | 5        | 0        | 1          | 12       | [ 14 ]      |
| 2016年   | 中华人民共和国农业部     | 第2515号 | 2017年4月13日 | 9        | 5        | 0        | 0          | 14       | [ 15 ]      |
| 2017年   | 中华人民共和国农业农村部 | 第28号   | 2018年5月21日 | 16       | 3        | 0        | 0          | 19       | [ 16 ]      |
| 2018年   | 中华人民共和国农业农村部 | 第155号  | 2019年4月4日  | 11       | 3        | 0        | 0          | 14       | [ 17 ]      |

## 品种登记号说明
以兴国红鲤的品种登记号“GS-01-001-1996”为例，分第一段“GS”两个字母，第二段“01”两位数字，第三段“001”三位数字，第四段“1996”四位数字。其中，“GS”为“国审”的拼音首字母，表示其为国家审定通过的品种；第二段两位数字有“01”、“02”、“03”和“04”四种情况，分别表示该品种为选育、杂交、引进和其他类品种；第三段三位数字为品种顺序号；第四段四位数字为审定通过的年份。“GS-01-001-1996”表示兴国红鲤为1996年国家审定通过的1号选育品种。

## 名录
| 品种登记号     | 品种名称               | 育种单位 |
| -------------- | ---------------------- | --- |
| GS-01-001-1996 | 兴国红鲤               | 兴国县红鲫鱼繁殖场、江西大学生物系 |
| GS-01-002-1996 | 荷包红鲤               | 婺源县荷包红鲤研究所、江西大学生物系 |
| GS-01-003-1996 | 彭泽鲫                 | 江西省水产科学研究所、九江水产科学研究所 |
| GS-01-004-1996 | 建鲤                   | 中国水产科学研究院淡水渔业研究中心 |
| GS-01-005-1996 | 松浦银鲫               | 中国水产科学研究院黑龙江水产研究所 |
| GS-01-006-1996 | 荷包红鲤抗寒品系       | 中国水产科学研究院黑龙江水产研究所 |
| GS-01-007-1996 | 德国镜鲤选育系         | 中国水产科学研究院黑龙江水产研究所 |
| GS-02-001-1996 | 奥尼鱼                 | 广州市水产研究所、淡水渔业研究中心 |
| GS-02-002-1996 | 福寿鱼                 | 中国水产科学研究院珠江水产研究所 |
| GS-02-003-1996 | 颖鲤                   | 中国水产科学研究院长江水产研究所 |
| GS-02-004-1996 | 丰鲤                   | 中国科学院水生生物研究所 |
| GS-02-005-1996 | 荷元鲤                 | 中国水产科学研究院长江水产研究所 |
| GS-02-006-1996 | 岳鲤                   | 湖南师范学院生物系、长江岳麓渔场 |
| GS-02-007-1996 | 三杂交鲤               | 中国水产科学研究院长江水产研究所 |
| GS-02-008-1996 | 荚蓉鲤                 | 湖南省水产研究所 |
| GS-02-009-1996 | 异育银鲫               | 中国科学院水生生物研究所 |
| GS-03-001-1996 | 尼罗罗非鱼             | 中国水产科学研究院长江水产研究所 |
| GS-03-002-1996 | 奥利亚罗非鱼           | 广州市水产研究所 |
| GS-03-003-1996 | 大口黑鲈（加州鲈）     | 广东省水产良种二场 |
| GS-03-004-1996 | 短盖巨脂鲤（淡水白鲳） | 广东省水产养殖开发公司 |
| GS-03-005-1996 | 斑点更尾鮰             | 湖北省水产研究所 |
| GS-03-006-1996 | 虹鳟                   | 中国水产科学研究院黑龙江水产研究所 |
| GS-03-007-1996 | 道纳尔逊氏虹鳟         | 青岛海洋大学 |
| GS-03-008-1996 | 革胡子鲶               | 广东省淡水良种场 |
| GS-03-009-1996 | 德国镜鲤               | 中国水产科学研究院黑龙江水产研充所 |
| GS-03-010-1996 | 散鳞镜鲤               | 中国水产科学研究院黑龙江水产研究所 |
| GS-03-011-1996 | 露斯塔野鲮             | 中国水产科学研究院珠江水产研究所 |
| GS-03-012-1996 | 罗氏沼虾               | 中国水产科学研究院南海水产研充所 |
| GS-03-013-1996 | 牛蛙                   | 中国水产科学研究院长江水产研究所 |
| GS-03-014-1996 | 美国青蛙               | 广东肇庆市鱼苗场 |
| GS-03-015-1996 | 海湾扇贝               | 中国科学院海洋研究所 |
| GS-03-016-1996 | 虾夷扇贝               | 辽宁省海洋水产研究所 |
| GS-03-017-1996 | 太平洋牡蛎             | 浙江省海洋水产研究所 |
| GS-01-001-1997 | “901”海带              | 烟台水产技术推广中心 |
| GS-01-002-1997 | 松浦鲤                 | 中国水产科学研究院黑龙江水产研究所、哈尔滨市水产研究所 、黑龙江省嫩江水产研究所                                                                                      |
| GS-03-001-1997 | 吉富品系尼罗罗非鱼     | 上海水产大学 |
| GS-01-001-2000 | 团头鲂浦江1号          | 上海水产大学 |
| GS-01-002-2000 | 万安玻璃红鲤           | 江西省万安玻璃红鲤良种场 |
| GS-03-001-2000 | 大菱鲆                 | 中国水产科学研究院黄海水产研究所、蓬莱市鱼类养殖场 |
| GS-03-002-2000 | 美国大口胭脂鱼         | 湖北省水产科学研究所 |
| GS-02-001-2001 | 湘云鲤                 | 湖南师范大学 |
| GS-02-002-2001 | 湘云鲫                 | 湖南师范大学 |
| GS-02-001-2002 | 红白长尾鲫             | 天津市换新水产良种场 |
| GS-02-002-2002 | 蓝花长尾鲫             | 天津市换新水产良种场 |
| GS-03-001-2002 | SPF凡纳滨对虾          | 海南省水产研究所 |
| GS-01-001-2003 | 中国对虾“黄海1号”      | 中国水产科学研究院黄海水产研究所、山东省日照水产研究所 |
| GS-01-002-2003 | 松荷鲤                 | 中国水产科学研究院黑龙江水产研究所 |
| GS-01-003-2003 | 剑尾鱼RR-B系           | 中国水产科学研究院珠江水产研究所 |
| GS-01-004-2003 | 墨龙鲤                 | 天津市换新水产良种场 |
| GS-01-001-2004 | 豫选黄河鲤             | 河南省水产科学研究院 |
| GS-02-001-2004 | “东方2号”杂交海带      | 山东东方海洋科技股份有限公司 |
| GS-02-002-2004 | “荣福”海带             | 中国海洋大学、山东荣成海兴水产有限公司 |
| GS-02-003-2004 | “大连1号”杂交鲍        | 中国科学院海洋研究所 |
| GS-03-001-2004 | 鳄龟                   | 北京市水产技术推广站 |
| GS-03-002-2004 | 苏氏圆腹𩷶             | 北京市水产技术推广站 |
| GS-03-003-2004 | 池蝶蚌                 | 江西省抚州市洪门水库开发公司 |
| GS-01-001-2005 | “新吉富”罗非鱼         | 上海水产大学、青岛罗非鱼良种场、广东罗非鱼良种场 |
| GS-02-001-2005 | “蓬莱红”扇贝           | 中国海洋大学 |
| GS-03-001-2005 | 乌克兰鳞鲤             | 全国水产技术推广总站引进、天津换新水产良种场 |
| GS-03-002-2005 | 高白鲑                 | 全国水产技术推广总站引进、新疆天润赛里木湖渔业科技开发有限责任公司                                                                                                   |
| GS-03-003-2005 | 小体鲟                 | 中国水产科学研究院黑龙江水产研究所、中国水产科学研究院鲟鱼繁育技术工程中心                                                                                           |
| GS-01-001-2006 | 甘肃金鳟               | 甘肃省渔业技术推广总站 |
| GS-01-002-2006 | “夏奥1号”奥利亚罗非鱼  | 中国水产科学研究院淡水渔业研究中心 |
| GS-01-003-2006 | 津新鲤                 | 天津换新水产良种场 |
| GS-01-004-2006 | “中科红”海湾扇贝       | 中国科学院海洋研究所 |
| GS-01-005-2006 | “981”龙须菜            | 中国科学院海洋研究所、中国海洋大学 |
| GS-02-001-2006 | 康乐蚌                 | 上海水产大学 |
| GS-01-001-2007 | 萍乡红鲫               | 江西省萍乡市水产科学研究所、南昌大学、江西省水产科学研究所 |
| GS-01-002-2007 | 异育银鲫“中科3号”      | 中国科学院水生生物研究所 |
| GS-02-001-2007 | 杂交黄金鲫             | 天津换新水产良种场 |
| GS-02-002-2007 | 杂交海带“东方3号”      | 山东烟台海带良种场 |
| GS-03-001-2007 | 中华鳖日本品系         | 杭州萧山天福生物科技有限公司、浙江水产引种育种中心 |
| GS-03-002-2007 | 漠斑牙鲆               | 莱州市大华水产有限公司、全国水产技术推广总站 |
| GS-01-001-2008 | 松浦镜鲤               | 中国水产科学研究院黑龙江水产研究所 |
| GS-01-002-2008 | 中国对虾“黄海2号”      | 中国水产科学研究院黄海水产研究所 |
| GS-01-003-2008 | 清溪乌鳖               | 浙江清溪鳖业有限公司、 浙江省水产引种育种中心 |
| GS-02-001-2008 | 湘云鲫2号              | 湖南师范大学 |
| GS-02-002-2008 | 杂交青虾“太湖1号”      | 中国水产科学研究院淡水渔业研究中心 |
| GS-03-001-2008 | 匙吻鲟                 | 湖北省仙桃市水产技术推广中心 |
| GS-01-001-2009 | 罗氏沼虾“南太湖2号”    | 浙江省淡水水产研究所、浙江南太湖淡水水产种业有限公司 |
| GS-01-002-2009 | 海大金贝               | 中国海洋大学、 大连獐子岛渔业集团股份有限公司 |
| GS-01-003-2009 | 坛紫菜“申福1号”        | 上海海洋大学 |
| GS-02-001-2009 | 芙蓉鲤鲫               | 湖南省水产科学研究所 |
| GS-02-002-2009 | “吉丽” 罗非鱼          | 上海海洋大学 |
| GS-02-003-2009 | 杂交鳢“杭鳢1号”        | 杭州市农业科学研究院 |
| GS-02-004-2009 | 杂色鲍“东优1号”        | 厦门大学 |
| GS-02-005-2009 | 刺参“水院1号”          | 大连水产学院、大连力源水产有限公司、大连太平洋海珍品有限公司 |
| GS-01-001-2010 | 长丰鲢                 | 中国水产科学研究院长江水产研究所 |
| GS-01-002-2010 | 津鲢                   | 天津市换新水产良种场 |
| GS-01-003-2010 | 福瑞鲤                 | 中国水产科学研究院淡水渔业研究中心 |
| GS-01-004-2010 | 大口黑鲈“优鲈1号”      | 中国水产科学研究院珠江水产研究所、广东省佛山市南海区九江镇农林服务中心                                                                                               |
| GS-01-005-2010 | 大黄鱼“闽优1号”        | 集美大学、宁德市水产技术推广站 |
| GS-01-006-2010 | 凡纳滨对虾“科海1号”    | 中国科学院海洋研究所、西北农林科技大学、海南东方中科海洋生物育种有限公司                                                                                             |
| GS-01-007-2010 | 凡纳滨对虾“中科1号”    | 中国科学院南海海洋研究所、湛江市东海岛东方实业有限公司、湛江海茂水产生物科技有限公司、广东广垦水产发展有限公司                                                       |
| GS-01-008-2010 | 凡纳滨对虾“中兴1号”    | 中山大学、广东恒兴饲料实业股份有限公司 |
| GS-01-009-2010 | 斑节对虾“南海1号”      | 中国水产科学研究院南海水产研究所 |
| GS-01-010-2010 | “爱伦湾”海带           | 山东寻山集团公司、中国海洋大学 |
| GS-02-001-2010 | 大菱鲆“丹法鲆”         | 中国水产科学研究院黄海水产研究所、山东海阳市黄海水产有限公司 |
| GS-02-002-2010 | 牙鲆“鲆优1号”          | 中国水产科学研究院黄海水产研究所、山东海阳市黄海水产有限公司 |
| GS-04-001-2010 | 黄颡鱼“全雄1号”        | 水利部中国科学院水工程生态研究所、中国科学院水生生物研究所、武汉百瑞生物技术有限公司                                                                                 |
| GS-01-001-2011 | 松浦红镜鲤             | 中国水产科学研究院黑龙江水产研究所 |
| GS-01-002-2011 | 瓯江彩鲤“龙申1号”      | 上海海洋大学、浙江龙泉省级瓯江彩鲤良种场 |
| GS-01-003-2011 | 中华绒螯蟹“长江1号”    | 江苏省淡水水产研究所 |
| GS-01-004-2011 | 中华绒螯蟹“光合1号”    | 盘锦光合蟹业有限公司 |
| GS-01-005-2011 | 海湾扇贝“中科2号”      | 中国科学院海洋研究所 |
| GS-01-006-2011 | 海带“黄官1号”          | 中国水产科学研究院黄海水产研究所、福建省连江县官坞海洋开发有限公司                                                                                                   |
| GS-02-001-2011 | 鳊鲴杂交鱼             | 湖南师范大学 |
| GS-02-002-2011 | 马氏珠母贝“海优1号”    | 海南大学 |
| GS-04-001-2011 | 牙鲆“北鲆1号”          | 中国水产科学研究院北戴河中心实验站 |
| GS-01-001-2012 | 凡纳滨对虾“桂海1号”    | 广西壮族自治区水产研究所 |
| GS-01-002-2012 | 三疣梭子蟹“黄选1号”    | 中国水产科学研究院黄海水产研究所、昌邑市海丰水产养殖有限责任公司 |
| GS-01-003-2012 | “三海”海带             | 中国海洋大学、福建省霞浦三沙鑫晟海带良种有限公司、福建省三沙渔业有限公司、荣成海兴水产有限公司                                                                       |
| GS-02-001-2012 | 杂交鲌“先锋1号”        | 武汉市水产科学研究所、武汉先锋水产科技有限公司 |
| GS-02-002-2012 | 芦台鲂鲌               | 天津换新水产良种场 |
| GS-04-001-2012 | 尼罗罗非鱼“鹭雄1号”    | 厦门鹭业水产有限公司、广州鹭业水产有限公司、广州市鹭业水产种苗公司、海南鹭业水产有限公司                                                                             |
| GS-04-002-2012 | 坛紫菜“闽丰1号”        | 集美大学 |
| GS-01-001-2013 | 大黄鱼“东海1号”        | 宁波大学、象山港湾水产苗种有限公司 |
| GS-01-002-2013 | 中国对虾“黄海3号”      | 中国水产科学研究院黄海水产研究所、昌邑市海丰水产养殖有限责任公司、日照海辰水产有限公司                                                                               |
| GS-01-003-2013 | 三疣梭子蟹“科甬1号”    | 中国科学院海洋研究所、宁波大学 |
| GS-01-004-2013 | 中华绒螯蟹“长江2号”    | 江苏省淡水水产研究所 |
| GS-01-005-2013 | 长牡蛎“海大1号”        | 中国海洋大学 |
| GS-01-006-2013 | 栉孔扇贝“蓬莱红2号”    | 中国海洋大学、威海长青海洋科技股份有限公司、青岛八仙墩海珍品养殖有限公司                                                                                             |
| GS-01-007-2013 | 文蛤“科浙1号”          | 中国科学院海洋研究所、浙江省海洋水产养殖研究所 |
| GS-01-008-2013 | 条斑紫菜“苏通1号”      | 江苏省海洋水产研究所、常熟理工学院 |
| GS-01-009-2013 | 坛紫菜“申福2号”        | 上海海洋大学、福建省大成水产良种繁育试验中心 |
| GS-01-010-2013 | 裙带菜“海宝1号”        | 中国科学院海洋研究所、大连海宝渔业有限公司 |
| GS-01-011-2013 | 龙须菜“2007”           | 中国海洋大学、汕头大学 |
| GS-02-001-2013 | 北鲆2号                | 中国水产科学研究院北戴河中心实验站、中国水产科学研究院资源与环境研究中心                                                                                             |
| GS-02-002-2013 | 津新乌鲫               | 天津市换新水产良种场 |
| GS-02-003-2013 | 斑点叉尾鮰“江丰1号”    | 江苏省淡水水产研究所、全国水产技术推广总站、中国水产科学研究院黄海水产研究所                                                                                         |
| GS-02-004-2013 | 海带“东方6号”          | 山东东方海洋科技股份有限公司 |
| GS-01-001-2014 | 翘嘴鳜“华康1号”        | 华中农业大学、通威股份有限公司、广东清远宇顺农牧渔业科技服务有限公司                                                                                                 |
| GS-01-002-2014 | 易捕鲤                 | 中国水产科学研究院黑龙江水产研究所 |
| GS-01-003-2014 | 吉富罗非鱼“中威1号”    | 中国水产科学研究院淡水渔业研究中心、通威股份有限公司 |
| GS-01-004-2014 | 日本囊对虾“闽海1号”    | 厦门大学 |
| GS-01-005-2014 | 菲律宾蛤仔“斑马蛤”     | 大连海洋大学、中国科学院海洋研究所 |
| GS-01-006-2014 | 泥蚶“乐清湾1号”        | 浙江省海洋水产养殖研究所、中国科学院海洋研究所 |
| GS-01-007-2014 | 文蛤“万里红”           | 浙江万里学院 |
| GS-01-008-2014 | 马氏珠母贝“海选1号”    | 广东海洋大学、雷州市海威水产养殖有限公司、广东绍河珍珠有限公司 |
| GS-01-009-2014 | 华贵栉孔扇贝“南澳金贝” | 汕头大学 |
| GS-01-010-2014 | 海带“205”              | 中国科学院海洋研究所、荣成市蜊江水产有限责任公司 |
| GS-01-011-2014 | 海带“东方7号”          | 山东东方海洋科技股份有限公司 |
| GS-01-012-2014 | 裙带菜“海宝2号”        | 大连海宝渔业有限公司、中国科学院海洋研究所 |
| GS-01-013-2014 | 坛紫菜“浙东1号”        | 宁波大学、浙江省海洋水产养殖研究所 |
| GS-01-014-2014 | 条斑紫菜“苏通2号”      | 常熟理工学院、江苏省海洋水产研究所 |
| GS-01-015-2014 | 刺参“崆峒岛1号”        | 山东省海洋资源与环境研究院、烟台市崆峒岛实业有限公司、烟台市芝罘区渔业技术推广站、好当家集团有限公司                                                                 |
| GS-01-016-2014 | 中间球海胆“大金”       | 大连海洋大学、大连海宝渔业有限公司 |
| GS-02-001-2014 | 大菱鲆“多宝1号”        | 中国水产科学研究院黄海水产研究所、烟台开发区天源水产有限公司 |
| GS-02-002-2014 | 乌斑杂交鳢             | 中国水产科学研究院珠江水产研究所、广东省中山市三角镇惠农水产种苗繁殖场                                                                                               |
| GS-02-003-2014 | 吉奥罗非鱼             | 茂名市伟业罗非鱼良种场、上海海洋大学 |
| GS-02-004-2014 | 杂交翘嘴鲂             | 湖南师范大学 |
| GS-02-005-2014 | 秋浦杂交斑鳜           | 池州市秋浦特种水产开发有限公司、上海海洋大学 |
| GS-02-006-2014 | 津新鲤2号              | 天津市换新水产良种场 |
| GS-02-007-2014 | 凡纳滨对虾“壬海1号”    | 中国水产科学研究院黄海水产研究所、青岛海壬水产种业科技有限公司 |
| GS-02-008-2014 | 西盘鲍                 | 厦门大学 |
| GS-04-001-2014 | 龙须菜“鲁龙1号”        | 中国海洋大学、福建省莆田市水产技术推广站 |
| GS-01-001-2015 | 白金丰产鲫             | 华南师范大学、佛山市三水白金水产种苗有限公司、中国水产科学研究院珠江水产研究所                                                                                       |
| GS-01-002-2015 | 香鱼“浙闽1号”          | 宁波大学、宁德市众合农业发展有限公司 |
| GS-01-003-2015 | 扇贝“渤海红”           | 青岛农业大学、青岛海弘达生物科技有限公司 |
| GS-01-004-2015 | 虾夷扇贝“獐子岛红”     | 獐子岛集团股份有限公司、中国海洋大学 |
| GS-01-005-2015 | 马氏珠母贝“南珍1号”    | 中国水产科学研究院南海水产研究所 |
| GS-01-006-2015 | 马氏珠母贝“南科1号”    | 中国科学院南海海洋研究所、广东岸华集团有限公司 |
| GS-02-001-2015 | 赣昌鲤鲫               | 江西省水产技术推广站、南昌县莲塘鱼病防治所、江西生物科技职业学院 |
| GS-02-002-2015 | 莫荷罗非鱼“广福1号”    | 中国水产科学研究院珠江水产研究所 |
| GS-02-003-2015 | 中华绒螯蟹“江海21”     | 上海海洋大学、上海市水产研究所、明光市永言水产（集团）有限公司、上海市崇明县水产技术推广站、上海市松江区水产良种场、上海宝岛蟹业有限公司、上海福岛水产养殖专业合作社 |
| GS-02-004-2015 | 牡蛎“华南1号”          | 中国科学院南海海洋研究所 |
| GS-02-005-2015 | 中华鳖“浙新花鳖”       | 浙江省水产引种育种中心、浙江清溪鳖业有限公司 |
| GS-04-001-2015 | 长丰鲫                 | 中国水产科学研究院长江水产研究所、中国科学院水生生物研究所 |
| GS-01-001-2016 | 团头鲂“华海1号”        | 华中农业大学、湖北百容水产良种有限公司、湖北省团头鲂（武昌鱼）原种场                                                                                                 |
| GS-01-002-2016 | 黄姑鱼“金鳞1号”        | 集美大学、宁德市横屿岛水产有限公司 |
| GS-01-003-2016 | 凡纳滨对虾“广泰1号”    | 中国科学院海洋研究所、西北农林科技大学、海南广泰海洋育种有限公司 |
| GS-01-004-2016 | 凡纳滨对虾“海兴农2号”  | 广东海兴农集团有限公司、广东海大集团股份有限公司、中山大学、中国水产科学研究院黄海水产研究所                                                                         |
| GS-01-005-2016 | 中华绒螯蟹“诺亚1号”    | 中国水产科学研究院淡水渔业研究中心、江苏诺亚方舟农业科技有限公司、常州市武进区水产技术推广站                                                                         |
| GS-01-006-2016 | 海湾扇贝“海益丰12”     | 中国海洋大学、烟台海益苗业有限公司 |
| GS-01-007-2016 | 长牡蛎“海大2号”        | 中国海洋大学、烟台海益苗业有限公司 |
| GS-01-008-2016 | 葡萄牙牡蛎“金蛎1号”    | 福建省水产研究所 |
| GS-01-009-2016 | 菲律宾蛤仔“白斑马蛤”   | 大连海洋大学、中国科学院海洋研究所 |
| GS-02-001-2016 | 合方鲫                 | 湖南师范大学 |
| GS-02-002-2016 | 杂交鲟“鲟龙1号”        | 中国水产科学研究院黑龙江水产研究所、杭州千岛湖鲟龙科技股份有限公司、中国水产科学研究院鲟鱼繁育技术工程中心                                                           |
| GS-02-003-2016 | 长珠杂交鳜             | 中山大学、广东海大集团股份有限公司、佛山市南海百容水产良种有限公司                                                                                                   |
| GS-02-004-2016 | 虎龙杂交斑             | 广东省海洋渔业试验中心、中山大学、海南大学、海南晨海水产有限公司 |
| GS-02-005-2016 | 牙鲆“鲆优2号”          | 中国水产科学研究院黄海水产研究所、海阳市黄海水产有限公司 |
| GS-01-001-2017 | 异育银鲫“中科5号”      | 中国科学院水生生物研究所、黄石市富尔水产苗种有限责任公司 |
| GS-01-002-2017 | 滇池金线鲃“鲃优1号”    | 中国科学院昆明动物研究所、深圳华大海洋科技有限公司、中国水产科学研究院淡水渔业研究中心                                                                               |
| GS-01-003-2017 | 福瑞鲤2号              | 中国水产科学研究院淡水渔业研究中心 |
| GS-01-004-2017 | 脊尾白虾“科苏红1号”    | 中国科学院海洋研究所、江苏省海洋水产研究所、启东市庆健水产养殖有限公司                                                                                               |
| GS-01-005-2017 | 脊尾白虾“黄育1号”      | 中国水产科学研究院黄海水产研究所、日照海辰水产有限公司 |
| GS-01-006-2017 | 凡纳滨对虾“正金阳1号”  | 中国科学院南海海洋研究所、茂名市金阳热带海珍养殖有限公司 |
| GS-01-007-2017 | 凡纳滨对虾“兴海1号”    | 广东海洋大学、湛江市德海实业有限公司、湛江市国兴水产科技有限公司 |
| GS-01-008-2017 | 中国对虾“黄海5号”      | 中国水产科学研究院黄海水产研究所 |
| GS-01-009-2017 | 青虾“太湖2号”          | 中国水产科学研究院淡水渔业研究中心、无锡施瑞水产科技有限公司、深圳华大海洋科技有限公司、南京市水产科学研究所、江苏省渔业技术推广中心                                 |
| GS-01-010-2017 | 虾夷扇贝“明月贝”       | 大连海洋大学、獐子岛集团股份有限公司 |
| GS-01-011-2017 | 三角帆蚌“申紫1号”      | 上海海洋大学、金华市浙星珍珠商贸有限公司 |
| GS-01-012-2017 | 文蛤“万里2号”          | 浙江万里学院 |
| GS-01-013-2017 | 缢蛏“申浙1号”          | 上海海洋大学、三门东航水产育苗科技有限公司 |
| GS-01-014-2017 | 刺参“安源1号”          | 山东安源水产股份有限公司、大连海洋大学 |
| GS-01-015-2017 | 刺参“东科1号”          | 中国科学院海洋研究所、山东东方海洋科技股份有限公司 |
| GS-01-016-2017 | 刺参“参优1号”          | 中国水产科学研究院黄海水产研究所、青岛瑞滋海珍品发展有限公司 |
| GS-02-001-2017 | 太湖鲂鲌               | 浙江省淡水水产研究所 |
| GS-02-002-2017 | 斑节对虾“南海2号”      | 中国水产科学研究院南海水产研究所 |
| GS-02-003-2017 | 扇贝“青农2号”          | 青岛农业大学、青岛海弘达生物科技有限公司 |
| GS-01-001-2018 | 大口黑鲈“优鲈3号”      | 中国水产科学研究院珠江水产研究所、广东梁氏水产种业有限公司、南京帅丰饲料有限公司                                                                                     |
| GS-01-002-2018 | 津新红镜鲤             | 天津市换新水产良种场 |
| GS-01-003-2018 | 暗纹东方鲀“中洋1号”    | 江苏中洋集团股份有限公司、中国水产科学研究院淡水渔业研究中心、南京师范大学                                                                                           |
| GS-01-004-2018 | 罗非鱼“壮罗1号”        | 广西壮族自治区水产科学研究院、中国水产科学研究院黄海水产研究所 |
| GS-01-005-2018 | 鲌鲂“先锋2号”          | 武汉市农业科学院、武汉先锋水产科技有限公司 |
| GS-01-006-2018 | 三疣梭子蟹“黄选2号”    | 中国水产科学研究院黄海水产研究所、昌邑市海丰养殖有限责任公司 |
| GS-01-007-2018 | 长牡蛎“海大3号”        | 中国海洋大学、烟台海益苗业有限公司、乳山华信食品有限公司 |
| GS-01-008-2018 | 方斑东风螺“海泰1号”    | 厦门大学、海南省海洋与渔业科学院 |
| GS-01-009-2018 | 扇贝“青农金贝”         | 青岛农业大学、中国科学院海洋研究所、烟台海之春水产种业科技有限公司                                                                                                   |
| GS-01-010-2018 | 中华鳖“永章黄金鳖”     | 保定市水产技术推广站、河北大学、阜平县景涛甲鱼养殖厂 |
| GS-01-011-2018 | 刺参“鲁海１号”         | 山东省海洋生物研究院、好当家集团有限公司 |
| GS-02-001-2018 | 杂交黄颡鱼“黄优1号”    | 华中农业大学、射阳康余水产技术有限公司、南京师范大学、扬州市董氏特种水产有限公司、南京市水产科学研究所、湖北黄优源渔业发展有限公司                                   |
| GS-02-002-2018 | 云龙石斑鱼             | 莱州明波水产有限公司、中国水产科学研究院黄海水产研究所、福建省水产研究所、厦门小嶝水产科技有限公司、中山大学                                                         |
| GS-02-003-2018 | 绿盘鲍                 | 厦门大学、福建闽锐宝海洋生物科技有限公司 |

## 相关
2019年底，2019冠状病毒病疫情于中国湖北武汉爆发，研究者普遍认为引起该病的SARS-CoV-2病毒来源于野生动物。此前2003年SARS事件中的严重急性呼吸道综合征病毒也被认为来源于野生动物。因此，多名学者呼吁禁食野生动物。2020年2月24日，第十三届全国人民代表大会常务委员会第十六次会议审议通过《全国人民代表大会常务委员会关于全面禁止非法野生动物交易、革除滥食野生动物陋习、切实保障人民群众生命健康安全的决定》，全面禁止食用野生动物和非法野生动物交易。3月4日，农业农村部引发《农业农村部关于贯彻落实全国人大常委会革除滥食野生动物决定的通知》，明确列入《国家重点保护经济水生动植物资源名录》的物种和该部公告的水产新品种，要按照《中华人民共和国渔业法》等法律法规管理，中华鳖、乌龟、鳄龟、牛蛙等列入上述水生动物相关名录的两栖、爬行类动物，按照水生动物管理，不在禁止范围。